# Eriosema bogdanii
Eriosema bogdanii är en ärtväxtart som beskrevs av Bernard Verdcourt. Eriosema bogdanii ingår i släktet Eriosema och familjen ärtväxter. Inga underarter finns listade i Catalogue of Life.